# جاك ماكلويد
جاك ماكلويد (بالإنجليزية: Jack Macleod)‏ هو لاعب كرة قدم بريطاني في مركز نصف الجناح، ولد في 3 يوليو 1988 في إبسوم في المملكة المتحدة. لعب مع نادي غيلفورد سيتي ونادي كرولي تاون ونادي هيرفورد.

## وصلات خارجية
- جاك ماكلويد على موقع قاعدة بيانات كرة القدم.إي يو (الإنجليزية)
- جاك ماكلويد على موقع Soccerbase.com (لاعب) (الإنجليزية)